# 1483
1483 (MCDLXXXIII) var ett normalår som började en onsdag i den julianska kalendern).

## Händelser

### Januari
- 13 januari – Ett kungavalsmöte hålls i Halmstad och några veckor senare väljs kung Hans till dansk och norsk kung där.

### Februari
- 3 februari – Vid drotsen Jon Svalesson Smörs död väljs den danske kungen Hans även till kung av Norge.

### April
- 9 april – Vid Edvard IV:s död efterträds han som kung av England och herre över Irland av sin 12-årige son Edvard V. Hans farbror Rikard fungerar som hans förmyndare, innan denne efter två och en halv månad avsätter honom.

### Maj
- 18 maj – Hans kröns till dansk kung i Köpenhamn.

### Juni
- 25 juni – Den engelske kungen Edvard V blir avsatt av sin farbror Rikard, som själv utropar sig till kung av England och herre över Irland under namnet Rikard III. Edvard blir tillsammans med sin bror Rikard inspärrad i Towern i London, där de unga pojkarna senare under året blir mördade på Rikard III:s order.

### Juli
- 6 juli – Rikard III kröns i Westminster Abbey till kung av England, den siste av den yorkiska grenen av huset Plantagenet.
- 20 juli – Hans kröns till norsk kung i Trondheim.

### September
- September – På ett möte i Stockholm försöker Ivar Axelsson (Tott) avsätta Sten Sture och ersätta honom med Arvid Trolle, vilket dock misslyckas.
  - 7 september – På mötet antas en överenskommelse, "Kalmar recess".

### December
- 21 december – Efter att tidigare under året ha upprättat Sveriges första boktryckeri i Stockholm utger Johan Snell denna dag Sveriges första kända tryckta bok, Dyalogus creaturarum moralizatus (Skapelsens sedelärande samtal).[1]

### Okänt datum
- Hans erkänns mot Sten Sture den äldres vilja som Sveriges kung på ett rådsmöte i Kalmar.
- Detta eller föregående år gör bönder i södra Västergötland uppror mot skatteförtrycket och gör i princip Marks och Kinds härader självständiga till 1486.
- En fjärde utgåva av Luigi Pulcis renässansepos om jätten Morgante utges i Florens, den så kallade Morgante maggiore, utökad med fem sånger till sammanlagt 28.
- De första två delarna av Matteo Maria Boiardos italienska renässansepos Orlando innamorato (Den förälskade Roland) utges.

## Födda
- 6 april – Rafael, italiensk konstnär och arkitekt.
- 16 oktober – Gasparo Contarini, italiensk kardinal och diplomat.
- 10 november – Martin Luther, tysk reformator.
- Jacobus de Dacia, son till kung Hans.
- Agostino Busti, lombardisk bildhuggare.
- Felice della Rovere, påvlig diplomat och utomäktenskaplig dotter till Julius II.

## Avlidna
- 3 februari – Jon Svalesson Smör, norsk drots sedan året innan.
- 9 april – Edvard IV, kung av England och herre över Irland 1461–1470 och sedan 1471.
- 3 maj – Lars Axelsson (Tott), svensk-dansk riddare och svenskt riksråd, hövitsman på Viborgs slott sedan 1481.
- 13 juni – Rikard Grey, engelsk adelsman, avrättad efter ett kuppförsök.
- 25 juni – Anthony Woodville, engelsk adelsman, hovman och författare.
- 6 juli – Edvard V, kung av England och herre över Irland 9 april–25 juni detta år (troligen död detta datum).
- 30 augusti – Ludvig XI, kung av Frankrike sedan 1461.
- Jeonghui, koreansk drottning och regent.

### Fotnoter
1. ↑  Det hände i dag – 21 december